# Люблинское гетто

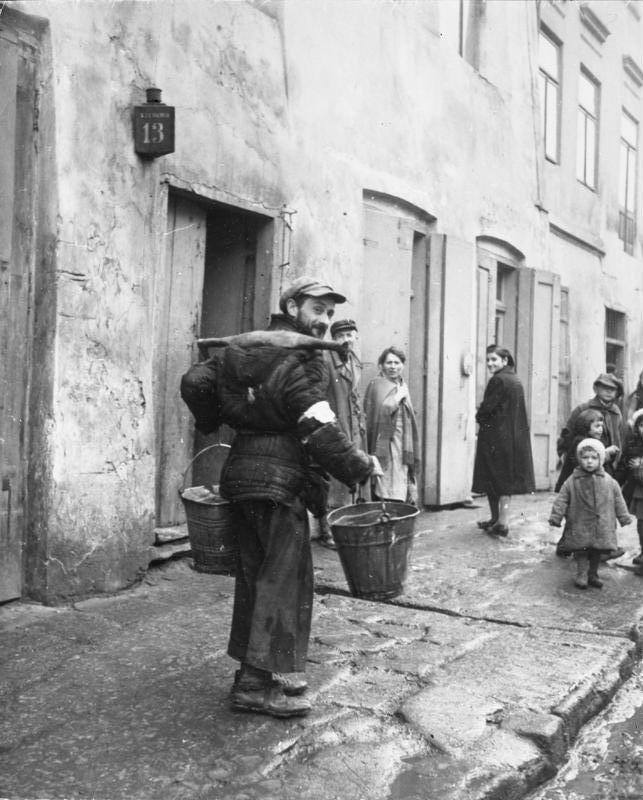
Люблинские евреи (декабрь 1940 года)

Люблинское гетто (нем. Ghetto Lublin) — одно из гетто периода Второй мировой войны, созданное нацистами в городе Люблин, одном из городов тогдашнего Генерал-губернаторства. Жителями этого гетто были в основном польские евреи, также присутствовали цыгане. Люблинское гетто, созданное в марте 1941 года, было одним из первых гетто нацистской эпохи в оккупированной Польше, созданного для «ликвидации». В ноябре 1942 года около 30 000 заключённых были доставлены в лагерь смерти Белжец, а 4000 — в Майданек.

## История
Уже в 1940 году, ещё до фактического открытия Люблинского гетто, руководитель СС и полиции Люблина Одило Глобочник стал увольнять люблинских евреев с должностей в его командовании и создал новую зону для этой цели. Десять тысяч евреев были изгнаны из Люблина в сельскую местность города в начале марта того же года.
Гетто, называвшееся также в те годы еврейским кварталом или термином Wohngebiet der Juden, было открыто 24 марта 1941 года. Решения о начале высылки и образовании гетто для евреев были приняты в начале марта, когда войска Вермахта, готовясь к вторжению в Советский Союз, нуждались в жилье неподалёку от германо-советской границы. Гетто, единственное в Люблинском дистрикте по состоянию на 1941 год, было расположено вблизи от области Подзамче, от ворот Гродзка (в то время называвшихся также «еврейскими воротами», так как тогда они были границей между еврейской и нееврейской частями города), вдоль по улицам Любартовска и Уника, и до начала улицы Францисканска. Представители различных еврейских политических партий, таких как Бунд, были заключены в Люблинский замок и продолжали осуществлять свою деятельность уже в подполье.
При создании этого гетто были заключены в тюрьму 34 тысячи евреев и неизвестное число цыган. Практически все они умерли ещё до конца войны. Большинство из них, около 30 тысяч, были депортированы в лагерь смерти Белжец (некоторые из них через гетто Пяски) в период между 17 марта и 11 апреля 1942 года; по немецким квотам каждый день, для отправки в лагеря смерти, призывалось 1400 человек. Другие 4000 человек сначала были отправлены в гетто Майдан Татарски (второе гетто из созданных в пригородах Люблина), а затем они были либо убиты там, либо отправлены в концентрационный лагерь Люблин. Последние из жителей гетто, бывших в немецком плену, были казнены в концлагерях Майданек и Травники 3 ноября 1943 года, во время операции «Фестиваль урожая» (нем. Aktion Erntefest). Во время ликвидации гетто министр пропаганды Третьего рейха, Йозеф Геббельс, записал в своём дневнике: «Эта процедура довольно варварская, и не будет здесь описана более ясно. Останется мало евреев.».

## После ликвидации
После ликвидации люблинского гетто немецкие власти использовали принудительную рабочую силу невольников Майданека для того, чтобы снести и демонтировать территории бывшего гетто, в том числе в соседней деревне Винава и районе Подзамче, а также символически взорвали синагогу Махарам (построена в XVII веке в честь Меира Люблин). Таким образом, были стёрты несколько столетий еврейской культуры и общества в Люблине — одной из самых многочисленных диаспор города.
Нескольким людям удалось бежать до ликвидации гетто Люблина и они добрались до Варшавского гетто, принеся с собой весть о разрушении с ними. Очевидцы убедили некоторых варшавских евреев, что на самом деле немцы хотели истребления всего еврейского населения в Польше. Тем не менее, другие люди, в том числе глава Варшавского юденрата, Адам Черняков, в то время, отверг эти сообщения о массовых убийствах как «преувеличение». В общей сложности только 230 люблинских евреев пережило немецкую оккупацию.